# Lijst van voetbalinterlands IJsland - Turkije
Deze lijst van voetbalinterlands is een overzicht van alle officiële voetbalwedstrijden tussen de nationale teams van IJsland en Turkije. De landen speelden tot op heden vijftien keer tegen elkaar, te beginnen met een kwalificatiewedstrijd voor het Wereldkampioenschap voetbal 1982 op 24 september 1980 in İzmir. Het laatste duel, een groepswedstrijd tijdens de UEFA Nations League 2024/25, vond plaats in Reykjavik op 14 oktober 2024.

## Wedstrijden
| №  | Plaats    | Datum             | Competitie                  | Wedstrijd         | Uitslag |
| -- | --------- | ----------------- | --------------------------- | ----------------- | ------- |
| 1  | İzmir     | 24 september 1980 | WK 1982 kwalificatie        | Turkije – IJsland | 1 – 3   |
| 2  | Reykjavik | 9 september 1981  | WK 1982 kwalificatie        | IJsland – Turkije | 2 – 0   |
| 3  | Istanboel | 12 oktober 1988   | WK 1990 kwalificatie        | Turkije – IJsland | 1 – 1   |
| 4  | Reykjavik | 20 september 1989 | WK 1990 kwalificatie        | IJsland – Turkije | 2 – 1   |
| 5  | Reykjavik | 17 juli 1991      | Vriendschappelijk           | IJsland – Turkije | 5 – 1   |
| 6  | Istanboel | 12 oktober 1994   | EK 1996 kwalificatie        | Turkije – IJsland | 5 – 0   |
| 7  | Reykjavik | 11 oktober 1995   | EK 1996 kwalificatie        | IJsland – Turkije | 0 – 0   |
| 8  | Reykjavik | 8 september 2014  | EK 2016 kwalificatie        | IJsland − Turkije | 3 − 0   |
| 9  | Konya     | 13 oktober 2015   | EK 2016 kwalificatie        | Turkije − IJsland | 1 − 0   |
| 10 | Reykjavik | 9 oktober 2016    | WK 2018 kwalificatie        | IJsland − Turkije | 2 − 0   |
| 11 | Eskişehir | 6 oktober 2017    | WK 2018 kwalificatie        | Turkije − IJsland | 0 − 3   |
| 12 | Reykjavik | 11 juni 2019      | EK 2020 kwalificatie        | IJsland − Turkije | 2 − 1   |
| 13 | Istanboel | 14 november 2019  | EK 2020 kwalificatie        | Turkije − IJsland | 0 − 0   |
| 14 | İzmir     | 9 september 2024  | UEFA Nations League 2024/25 | Turkije − IJsland | 3 – 1   |
| 15 | Rekyjavik | 14 oktober 2024   | UEFA Nations League 2024/25 | IJsland − Turkije | 2 – 4   |

## Samenvatting
| Competitie          | Totaal gespeeld | Winst IJsland | Gelijk | Winst Turkije | Doelsaldo IJsland – Turkije |
| ------------------- | --------------- | ------------- | ------ | ------------- | --------------------------- |
| WK-kwalificatie     | 6               | 5             | 1      | 0             | 13 − 3                      |
| EK-kwalificatie     | 6               | 2             | 2      | 2             | 5 − 7                       |
| UEFA Nations League | 2               | 0             | 0      | 2             | 3 − 7                       |
| Vriendschappelijk   | 1               | 1             | 0      | 0             | 5 − 1                       |
| Totaal              | 15              | 8             | 3      | 4             | 26 − 18                     |

## Details

### Achtste ontmoeting
| EK 2016 kwalificatie (scheidsrechter Ivan Bebek, Reykjavik, 9 september 2014): |              | |
| IJsland | 3 – 0        | Turkije |
| Jón Böðvarsson 18' Gylfi Sigurðsson 76' Kolbeinn Sigþórsson 77' | goals        | |
| Lars Lagerbäck Heimir Hallgrímsson | bondscoach   | Fatih Terim |
| Hannes Halldórsson Ragnar Sigurðsson Ari Skúlason Birkir Bjarnason 70' Kári Árnason Emil Hallfreðsson Aron Gunnarsson Teddy Bjarnason Gylfi Sigurðsson 89' Kolbeinn Sigþórsson Jón Böðvarsson 90+2' | opstellingen | Onur Kıvrak Ersan Gülüm Gökhan Gönül Ömer Toprak Emre Belözoğlu Arda Turan 65' Olcan Adın 65' Selçuk İnan Caner Erkin Burak Yılmaz 76' Mehmet Topal |
| Rúrik Gíslason 70' Ólafur Skúlason 89' Viðar Kjartansson 90+2' | wissels      | 65' Mustafa Pektemek 65' Ozan Tufan 76' Hakan Çalhanoğlu                                                                                            |
| Ari Skúlason 36' Gylfi Sigurðsson 50' | gele kaarten | 44' Gökhan Gönül 60' Arda Turan |
| | rode kaarten | 55', 59' Ömer Toprak |

### Negende ontmoeting
| EK 2016 kwalificatie (scheidsrechter Gianluca Rocchi, Konya, 13 oktober 2015):                                                                                |              | |
| Turkije | 1 – 0        | IJsland |
| Selçuk İnan 89' | goals        | |
| Fatih Terim | bondscoach   | Lars Lagerbäck Heimir Hallgrímsson |
| Volkan Babacan Serdar Aziz Hakan Balta Caner Erkin Şener Özbayraklı Arda Turan Selçuk İnan Volkan Şen 75' Oğuzhan Özyakup 62' Ozan Tufan Hakan Çalhanoğlu 72' | opstellingen | Ögmundur Kristinsson Ragnar Sigurðsson Birkir Sævarsson Birkir Bjarnason Ari Skúlason Kári Árnason Aron Gunnarsson Jóhann Berg Guðmundsson Gylfi Sigurðsson 88' Kolbeinn Sigþórsson 82' Jón Böðvarsson |
| Gökhan Töre 62' Cenk Tosun 72' Umut Bulut 75' | wissels      | 82' Viðar Kjartansson 88' Alfreð Finnbogason |
| Cenk Tosun 88' | gele kaarten | 23' Jóhann Berg Guðmundsson |
| Gökhan Töre 77' | rode kaarten | |
| - Turkije kwalificeert zich voor het Europees kampioenschap 2016 in Frankrijk.                                                                                |              | |

### Tiende ontmoeting
| WK 2018 kwalificatie (scheidsrechter Mark Clattenburg, Reykjavik, 9 oktober 2016): |              | |
| IJsland | 2 – 0        | Turkije |
| Ömer Toprak 41' (e.d.) Alfreð Finnbogason 44' | goals        | |
| Heimir Hallgrímsson | bondscoach   | Fatih Terim |
| Hannes Halldórsson Ragnar Sigurðsson Birkir Sævarsson Teddy Bjarnason 86' Birkir Bjarnason Kári Árnason Ari Skúlason Gylfi Sigurðsson Jóhann Guðmundsson Alfreð Finnbogason 67' Jón Böðvarsson 61' | opstellingen | Volkan Babacan Kaan Ayhan Ömer Toprak Şener Özbayraklı Caner Erkin Hakan Çalhanoğlu 43' Ozan Tufan Mehmet Topal 59' Yasin Öztekin 66' Volkan Şen Emre Mor |
| Björn Sigurðarson 61' Viðar Kjartansson 67' Hörður Magnússon 86' | wissels      | 43' Tolga Ciğerci 59' Cenk Tosun 66' Mevlüt Erdinç |
| Birkir Bjarnason 39' Teddy Bjarnason 77' | gele kaarten | 41' Volkan Şen 54' Emre Mor |

### Elfde ontmoeting
| WK 2018 kwalificatie (scheidsrechter Szymon Marciniak, Eskişehir, 6 oktober 2017): |       |                                                                   |
| Turkije                                                                            | 0 – 3 | IJsland                                                           |
|                                                                                    | goals | 32' Jóhann Berg Guðmundsson 39' Birkir Bjarnason 49' Kári Árnason |

KSÍ · A-internationals · Bondscoaches · Statistieken · IJslands vrouwenelftal · Olympisch elftal · IJsland U21 · IJsland U20 · IJsland U19 · IJsland U18 · IJsland U17 · IJsland U16 · Vrouwen U17
1946 – 1949 · 1950 – 1959 · 1960 – 1969 · 1970 – 1979 · 1980 – 1989 · 1990 – 1999 · 2000 – 2009 · 2010 – 2019 · 2020 − 2029
EK 2016
WK 2018
1946 · 1947 · 1948 · 1949 · 1950 · 1951 · 1952 · 1953 · 1954 · 1955 · 1956 · 1957 · 1958 · 1959 · 1960 · 1961 · 1962 · 1963 · 1964 · 1965 · 1966 · 1967 · 1968 · 1969 · 1970 · 1971 · 1972 · 1973 · 1974 · 1975 · 1976 · 1977 · 1978 · 1979 · 1980 · 1981 · 1982 · 1983 · 1984 · 1985 · 1986 · 1987 · 1988 · 1989 · 1990 · 1991 · 1992 · 1993 · 1994 · 1995 · 1996 · 1997 · 1998 · 1999 · 2000 · 2001 · 2002 · 2003 · 2004 · 2005 · 2006 · 2007 · 2008 · 2009 · 2010 · 2011 · 2012 · 2013 · 2014 · 2015 · 2016 · 2017 · 2018 · 2019 · 2020 · 2021 · 2022 · 2023 · 2024
Albanië ·
Andorra ·
Argentinië ·
Armenië ·
Azerbeidzjan ·
Bahrein ·
België ·
Bermuda ·
Bolivia ·
Bosnië en Herzegovina ·
Brazilië ·
Bulgarije ·
Canada ·
Chili ·
China ·
Cyprus ·
Denemarken ·
DDR ·
Duitsland ·
El Salvador ·
Engeland ·
Estland ·
Faeröer ·
Finland ·
Frankrijk ·
Georgië ·
Ghana ·
Griekenland ·
Guatemala ·
Honduras ·
Hongarije ·
Ierland ·
India ·
Iran ·
Israël ·
Italië ·
Japan ·
Kazachstan ·
Koeweit ·
Kosovo ·
Kroatië ·
Letland ·
Liechtenstein ·
Litouwen ·
Luxemburg ·
Malta ·
Mexico ·
Moldavië ·
Montenegro ·
Nederland ·
Nigeria ·
Noord-Ierland ·
Noord-Macedonië ·
Noorwegen ·
Oeganda ·
Oekraïne ·
Oostenrijk ·
Peru · 
Polen ·
Portugal ·
Qatar ·
Roemenië ·
Rusland ·
San Marino ·
Saoedi-Arabië ·
Schotland ·
Slovenië ·
Slowakije ·
Sovjet-Unie ·
Spanje ·
Trinidad en Tobago ·
Tsjechië ·
Tsjecho-Slowakije ·
Tunesië ·
Turkije ·
Venezuela ·
Verenigde Arabische Emiraten ·
Verenigde Staten ·
Wales ·
Wit-Rusland ·
Zuid-Afrika ·
Zuid-Korea ·
Zweden ·
Zwitserland
Argentinië (2018) ·
Engeland (2016) · 
Hongarije (2016) ·
Kroatië (2018) ·
Nigeria (2018) · 
Portugal (2016)
TFF · A-internationals · Selecties · Bondscoaches · Turks vrouwenelftal · Olympisch elftal · Turkije U21 · Turkije U20 · Turkije U19 · Turkije U18 · Turkije U17 · Turkije U16
1923 – 1929 · 
1930 – 1939 · 
1940 – 1949 · 
1950 – 1959 · 
1960 – 1969 · 
1970 – 1979 · 
1980 – 1989 · 
1990 – 1999 · 
2000 – 2009 · 
2010 – 2019 ·
2020 − 2029
EK 1996 · 
EK 2000 · 
EK 2008 · 
EK 2016 ·
EK 2020 ·
EK 2024 · WK 1954 · WK 2002 · OS 1924 · 
OS 1928 · 
OS 1936 · 
OS 1948 · 
OS 1952 · 
OS 1960
1923 · 
1924 · 
1925 · 
1926 · 
1927 · 
1928 · 
1929 · 1930 · 
1931 · 
1932 · 
1933 · 1934 · 1935 · 
1936 · 
1937 · 
1938 · 1939 · 1940 · 1941 · 1942 · 1943 · 1944 · 1945 · 1946 · 1947 · 
1948 · 
1949 · 
1950 · 
1952 · 
1952 · 
1953 · 
1954 · 
1955 · 
1956 · 
1957 · 
1958 · 
1959 · 
1960 · 
1961 · 
1962 · 
1963 · 
1964 · 
1965 · 
1966 · 
1967 · 
1968 · 
1969 · 
1970 · 
1971 · 
1972 · 
1973 · 
1974 · 
1975 · 
1976 · 
1977 · 
1978 · 
1979 · 
1980 · 
1981 · 
1982 · 
1983 · 
1984 · 
1985 · 
1986 · 
1987 · 
1988 · 
1989 · 
1990 · 
1991 · 
1992 · 
1993 · 
1994 · 
1995 · 
1996 · 
1997 · 
1998 · 
1999 · 
2000 · 
2001 · 
2002 · 
2003 · 
2004 · 
2005 · 
2006 · 
2007 · 
2008 · 
2009 · 
2010 · 
2011 · 
2012 · 
2013 · 
2014 · 
2015 ·
2016 ·
2017 ·
2018 ·
2019 ·
2020 ·
2021 ·
2022 ·
2023 ·
2024
Albanië ·
Algerije ·
Andorra ·
Angola ·
Armenië ·
Australië ·
Azerbeidzjan ·
België ·
Bosnië en Herzegovina ·
Brazilië ·
Bulgarije ·
Canada ·
Chili ·
China ·
Colombia ·
Costa Rica ·
DDR ·
Denemarken ·
Duitsland ·
Ecuador ·
Egypte ·
Engeland ·
Estland ·
Ethiopië ·
Faeröer ·
Finland ·
Frankrijk ·
Georgië ·
Ghana ·
Gibraltar ·
Griekenland ·
Guinee ·
Honduras ·
Hongarije ·
Ierland ·
IJsland ·
Irak ·
Iran ·
Israël ·
Italië ·
Ivoorkust ·
Japan ·
Joegoslavië ·
Kameroen ·
Kazachstan ·
Kosovo ·
Kroatië ·
Letland ·
Libanon ·
Libië ·
Liechtenstein ·
Litouwen ·
Luxemburg ·
Maleisië ·
Malta ·
Moldavië ·
Montenegro · 
Nederland ·
Nieuw-Zeeland ·
Noord-Ierland ·
Noord-Macedonië ·
Noorwegen ·
Oekraïne ·
Oezbekistan ·
Oostenrijk ·
Pakistan ·
Paraguay ·
Polen ·
Portugal ·
Qatar · 
Roemenië ·
Rusland ·
San Marino ·
Saoedi-Arabië ·
Schotland ·
Senegal ·
Servië ·
Slovenië · 
Slowakije ·
Sovjet-Unie ·
Spanje ·
Syrië ·
Tsjechië ·
Tsjecho-Slowakije ·
Tunesië ·
Uruguay ·
Verenigde Staten ·
Wales ·
Wit-Rusland ·
Zuid-Afrika ·
Zuid-Korea ·
Zweden ·
Zwitserland
Brazilië (2002, 1) · 
Costa Rica (2002) · 
Duitsland (2008) · 
Italië (2021) · 
Kroatië (2008) · 
Kroatië (2016) · 
Portugal (2008) · 
Spanje (2016) · 
Tsjechië (2008) · 
Wales (2021) · 
Zwitserland (2008) · 
Zwitserland (2021)